# Processo p
In astrofisica, il processo p (dove la p sta per protone) è un processo di nucleosintesi che si verifica all'interno del nucleo stellare durante l'esplosione di una supernova. Tale processo è responsabile della creazione di atomi contenenti un elevato numero di protoni, come alcuni degli elementi più pesanti del ferro.

## Storia
La dizione processo p fu inizialmente proposta in un articolo del 1957, generalmente citato come B2FH dalle iniziali dei nomi degli autori.
Nell'articolo si ipotizzava che il processo p fosse il solo responsabile della cattura di protoni che si verificava durante le esplosioni di supernove e che fosse la fonte di alcuni isotopi poveri di neutroni degli elementi compresi tra il selenio e il mercurio. Questi nuclidi vengono chiamati nuclei p e la loro origine non è ancora interamente compresa.
Fu successivamente dimostrato che le condizioni richieste per questo processo non erano presenti nelle supernove, tuttavia a volte la terminologia processo p viene ancora utilizzata in riferimento a processi di nucleosintesi che si ritiene possano produrre nuclei p.
Per evitare confusioni, la recente letteratura scientifica suggerisce di riservare il termine processo p solo per la cattura protonica, come d'abitudine in astrofisica per gli altri processi di nucleosintesi.

## Teorie attuali
Attualmente si ipotizza che le cause di abbondanza di isotopi (Z > 100) siano da ricondurre alle reazioni di fotodisintegrazione. 
Le reazioni rilevanti sono quelle sviluppate dai raggi gamma, dai neutroni e dai raggi alfa. Le temperature sviluppate durante l'esplosione di una supernova oscillano tra i 2×109 e i 3×109 K. La radiazione di un corpo nero produce una serie di fotoni che possono disintegrare i nuclei che si sviluppano nei processi s e r, e per tale motivo a questo processo viene data la definizione di processo gamma.

## Conseguenze del processo p
Il contributo che il processo p fornisce alle quantità isotopiche è generalmente molto piccolo, dato che queste possono essere generate anche durante i processi s e r. Nonostante ciò, esistono isotopi che non vengono sintetizzati mediante questi due ultimi processi (per esempio il  190Pt e il 168Yb).  Questi isotopi sono molto rari se paragonati ai loro vicini.

## Ulteriori elementi di studio
In alcuni casi il termine "processo p" include anche il processo rp (cattura protonica rapida). Lo scenario di questo processo però non è ancora ben chiaro. Si ipotizza che una stella di neutroni in un sistema binario, che sta assorbendo materia da una stella della sequenza principale mediante un disco di accrescimento potrebbe essere una buona candidata per tale definizione. Durante le eruzioni di raggi X, le temperature e le densità protoniche sono adeguate per dare inizio ai processi di cattura protonica e sintetizzare elementi ricchi in protoni fino a rendere Z = 100.